# 朱治宏
朱治宏（1933年11月—2022年12月20日），江苏江宁人。中华人民共和国政治人物。中共第十三届中纪委委员，中共十二大、十三大、十五大代表，第八届全国人大代表，九届、十届全国政协委员。
1949年6月参加工作。1952年6月加入中国共产党。1985年，升任中共江西省纪委书记。1990年9月，任江西省委常委、省纪委书记。1991年，担任中共江西省委副书记。1994年，改任江西省政协主席。
2003年3月，任十届全国政协社会和法制委员会副主任。2009年8月退休。
2022年12月20日，朱治宏在南昌逝世